# Московское высшее военное командное училище
Московское высшее общевойсковое командное орденов Жукова, Ленина и Октябрьской Революции Краснознамённое училище — высшее военное учебное заведение Вооружённых сил Российской Федерации, основанное 28 (15) декабря 1917.
Наименования формирования действительные:
- укороченное — Московское высшее общевойсковое командное училище;
- сокращённое — МосВОКУ[1], МВОКУ.

С августа 2004 года высшее военное учебное заведение (ВВУЗ) было переименовано в Государственное образовательное учреждение высшего профессионального образования «Московское высшее военное командное училище (военный институт)» Министерства обороны Российской Федерации. В 2010 году училище получило статус филиала Военного учебно-научного центра Сухопутных войск «Общевойсковая академия Вооружённых Сил Российской Федерации». В 2012 году в соответствии с приказом Министра обороны Российской Федерации № 545 филиал Военного учебно-научного центра Сухопутных войск «Общевойсковая академия Вооружённых Сил Российской Федерации» (г. Москва) переименован в Военный институт (общевойсковой) Военного учебно-научного центра Сухопутных войск «Общевойсковая академия Вооруженных Сил Российской Федерации». В марте 2017 года училище выведено из состава академии и получило статус самостоятельного вуза. С 2016 года ВВУЗ готовит командный состав с высшим гражданским образованием и со средним военно-специальным образованием со сроком обучения 4 года. Единственный в России ВВУЗ, имеющий почётное право проводить выпуск молодых офицеров на Красной площади.

## Наименования
В связи с военным строительством в России и Союзе ССР, и заслугами личного состава менялось и наименование учебного формирования:
- 8 (21) декабря 1917 года — приказом № 90 командующего Московским военным округом в Крутицких (ныне Алёшинских) казармах в здании бывшей 6-й Московской школы прапорщиков была сформирована 1-я Московская революционная пулемётная школа.
- 15 декабря 1917 — 1-я школа начала функционировать.
- 7 июля 1918 — 1-я Московская революционная пулемётная школа была объединена со 2-й Московской пулемётной школой, получив наименование 1-е Московские пулемётные курсы РККА.
- Январь 1919 — пулемётные курсы были переименованы в Первые московские пулемётные курсы по подготовке командного состава РККА. Таким образом, на территории Московского Кремля была создана школа красных командиров (краскомов), которых стали называть «Кремлёвскими курсантами» и/или «Кремлёвцами».
- 3 февраля 1921 — 1-е Московские пулемётные курсы за особые заслуги в деле защиты Советской республики и за образцовую охрану Кремля были реорганизованы в школу, которой было присвоено имя ВЦИК и переведены на трёхгодичный срок обучения. Новое наименование: 1-я Советская объединённая военная школа РККА имени ВЦИК.
- 16 марта 1937 — школа переименована в Московское военное училище имени ВЦИК.
- 16 декабря 1938 — переименована в Московское пехотное училище имени Верховного Совета РСФСР.
- Июнь 1958 — училище преобразовано в Московское высшее общевойсковое командное училище имени Верховного Совета РСФСР с 4-годичным сроком обучения.
- 1998 — училище преобразовано в Московский военный институт (МВИ).
- 2004 — училище переименовано в Московское высшее военное командное училище (МВВКУ).
- 2010 — училище получило статус филиала Военного учебно-научного центра Сухопутных войск «Общевойсковая академия Вооружённых Сил Российской Федерации».
- 2012 — в соответствии с приказом Министра обороны РФ № 545 филиал Военного учебно-научного центра Сухопутных войск «Общевойсковая академия Вооружённых Сил Российской Федерации» (г. Москва) переименован в Военный институт (общевойсковой) Военного учебно-научного центра Сухопутных войск «Общевойсковая академия Вооружённых Сил Российской Федерации».
  - 2013 — Министром обороны РФ Шойгу С. К. было принято решение о возвращении институту родного наименования — Московское высшее военное командное орденов Ленина и Октябрьской Революции Краснознамённое училище, которое является структурным подразделением Общевойсковой академии Вооружённых Сил Российской Федерации.
- 2017 — Московское высшее общевойсковое командное орденов Ленина и Октябрьской революции Краснознамённое училище (самостоятельный вуз).
- 2017 — Московское высшее общевойсковое командное орденов Жукова, Ленина и Октябрьской Революции Краснознамённое училище.

## История

### Создание
МосВОКУ ведёт свою историю с 15 декабря 1917 года. Будущее училище начало свою деятельность по личному указанию революционного деятеля В. И. Ленина, в декабре 1917 года, как 1-я Московская революционная пулемётная школа.

### До Великой Отечественной войны

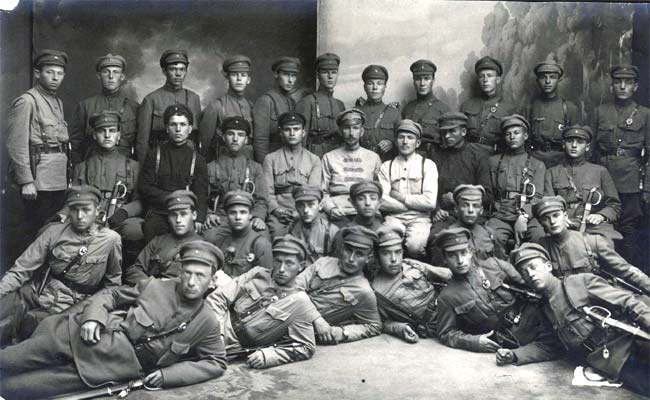
18-й выпуск 1 Московских советских пулеметных курсов. 1921 год

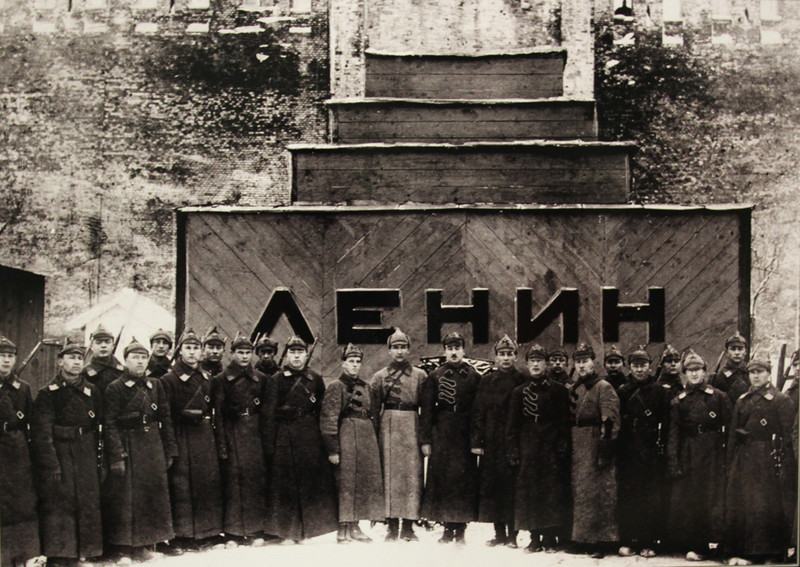
Караул 1-й Советской объединённой военной школы РККА им. ВЦИК по охране временного мавзолея Ленина. 1924 год

Первый выпуск курсантов состоялся 25 марта 1918 года.
В сентябре 1918 года пулемётные курсы были передислоцированы в Московский Кремль и пришли на смену латышским стрелкам, отправленным на фронт, которые до этого несли службу по охране Кремля.
С январь 1919 года на кремлёвских курсантов были возложены задачи охраны и обороны Кремля, обеспечения безопасности руководителей советского государства и правительства, участия в охранных мероприятиях во время встреч руководителей государства и правительства с представителями зарубежных стран и государств, осуществление пропускного режима и поддержание порядка на территории Кремля.
Во время Гражданской войны и интервенции в России курсанты также участвовали в подавлении Тамбовского восстания (1920—1921) и в подавлении восстания в Кронштадте в марте 1921 года. В 1921 году бригады курсантов громили врангелевцев на Кубани, банды в Дагестане и в Азербайджане.
В. И. Ленин с февраля 1922 года являлся почётным курсантом 1-го пехотного батальона, а с 15.09.1923 — почётным командиром школы имени ВЦИК и состоял в ней на партийном учёте. Почётными курсантами училища были М. И. Калинин, М. В. Фрунзе, Н. И. Подвойский, С. С. Каменев, А. С. Енукидзе, Г. В. Чичерин, Д. А. Петровский, И. Э. Якир, Р. А. Петерсон.

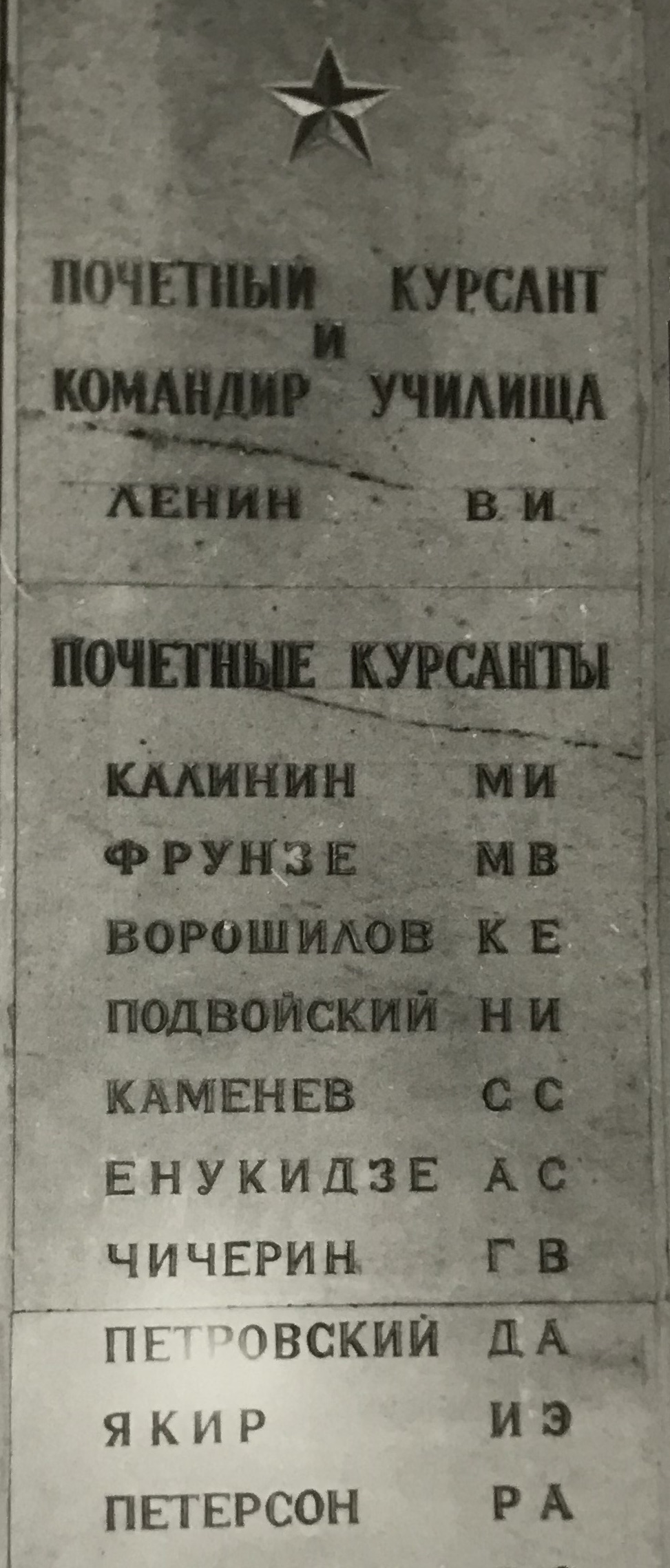
Список почётных курсантов

С февраля 1919 года по октябрь 1935 года военная школа располагалась в Московском Кремле..
С 1924 по 1935 год курсанты несли службу у входа в Мавзолей Ленина, где по решению Президиума ВЦИК учреждён почётный караул (Пост № 1). В октябре 1935 года военная школа была переведена с территории Кремля в район Лефортово, а задачи по охране Кремля были переданы батальону особого назначения (ныне — Полк специального назначения).
3 апреля 1937 года арестован по обвинению в участии в антисоветском военно-фашистском заговоре начальник школы комбриг Егоров Николай Георгиевич Егоров (Военной коллегией Верховного суда СССР приговорен к расстрелу, реабилитирован посмертно).
В августе 1939 года весь выпуск был направлен для ведения боевых действий с японской армией в район реки Халхин-Гол.

### Во времяВеликой Отечественной войны

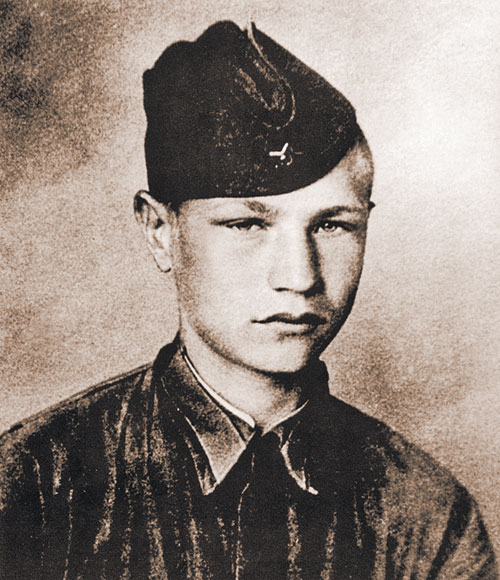
Курсант Московского пехотного училища Д. Т. Язов.
Новосибирск, 1941 год

2 ноября 1941 материально-техническая база училища была эвакуирована из Москвы в Новосибирск.
6 октября 1941 года решением Ставки Верховного Главнокомандования был сформирован отдельный Кремлёвский полк из числа курсантов. В десяти курсантских ротах было 1330 курсантов, 130 красноармейцев и 112 офицеров училища. Командиром полка был назначен начальник училища Герой Советского Союза полковник С. И. Младенцев, комиссаром — полковой комиссар А. Е. Славкин.
7 октября 1941 года отдельный курсантский полк училища совершив за сутки 85-км марш по маршруту озеро Сенежское—Клин—Новопетровское—Волоколамск, и приступил к строительству оборонительного рубежа на фронте до 30 километров. Первый бой полк принял 12 октября в составе 16-й армии генерала К. К. Рокоссовского на Волоколамском направлении на восточном берегу реки Лама. Курсанты приняли бой в 2-х км на юго-запад от Яропольца, в районе деревни Гусево. На позиции полка наступали части 4-й танковой группы вермахта. В отдельные дни курсанты отбивали по 5 атак, в ночные часы совершая вылазки в расположение противника и уничтожая расположившиеся на отдых немецкие подразделения. 30 октября из-за отхода соседних частей полк курсантов оказался в полуокружении, но пробился оттуда и занял новый рубеж Харланиха – Поповкино.
6 декабря 1941 (после перехода 5 декабря советских войск в общее контрнаступление под Москвой) отдельный курсантский полк был выведен в резерв и вскоре расформирован, поскольку выполнил поставленную задачу по обороне Москвы. Курсанты старших курсов (около 400 человек), получив звания лейтенантов, были направлены в части действующей армии, а командный и преподавательский состав и 158 курсантов вернулись в училище, так как война потребовала резко усилить подготовку общевойсковых командиров.
За мужество и отвагу, проявленные в боях за Москву, 59 курсантов и 30 офицеров были награждены орденами и медалями. В память о них на главном корпусе училища была открыта мемориальная доска. Безвозвратные потери полка в боях под Москвой составили 811 человек. За период боёв курсантами уничтожено более 800 и захвачено в плен около 500 немецких солдат и офицеров, подбиты и уничтожены 20 танков, 7 бронемашин, 8 орудий, 12 миномётов, 20 автомобилей. На братской могиле в селе Ярополец, в которой захоронено около 500 кремлёвских курсантов и 200 бойцов Красной Армии, установлен памятник.
28 января 1942 года училище вернулось в Москву. Всего за годы Великой Отечественной войны было произведено 19 выпусков и подготовлено более 24 000 командиров.

### Послевоенный период
28 июня 1945 года училище было переведено на двухгодичный срок обучения, а в октябре 1945 — передислоцировано из Лефортово в посёлок Кузьминки Ухтомского района Московской области (ныне — район Люблино Москвы). С 1 октября 1953 училище перешло на трёхгодичный срок обучения, с 1957 года — на подготовку общевойсковых командиров с техническим уклоном с 4-годичным сроком обучения.
В 1961 году училище впервые произвело выпуск офицеров с общим высшим образованием. 11 декабря 1993, в соответствии с приказом Министра обороны РФ № 564, училище лишено имени Верховного Совета РСФСР.
В 2001 году на территории училища построен храм святого Александра Невского в память о погибших выпускниках училища (в Афганистане погибло 56 выпускников, около 40 — в Чечне).

### Настоящее время
Осуществляется подготовка квалифицированных специалистов по программам высшего военного образования. Продолжительность обучения курсантов по программе высшего образования — 4 года; выпускникам присваивается воинское звание лейтенант. Проходит обучение по специальности 290301 — «Управление персоналом», квалификация — специалист. Также проходит обучение по программе среднего профессионального образования (2 года 10 месяцев) по специальности 190604 — «Техническое обслуживание и ремонт автомобильного транспорта», квалификация — техник.

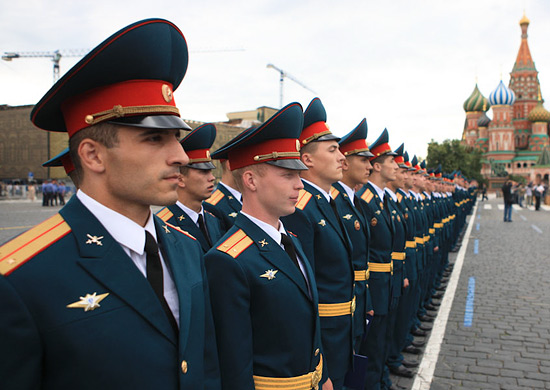
На Красной площади
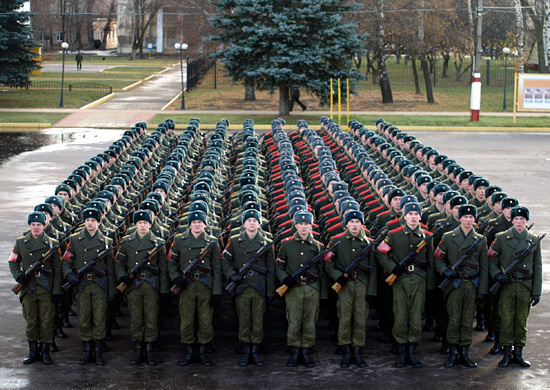
Построение на плацу
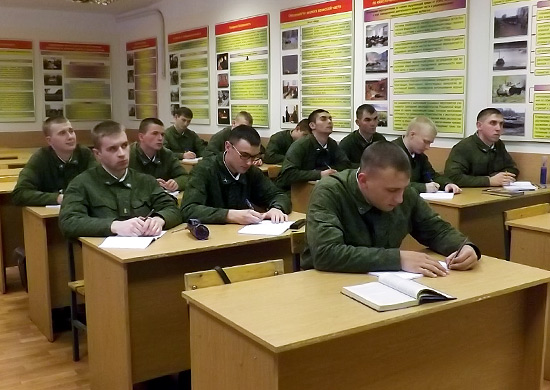
Практические занятия
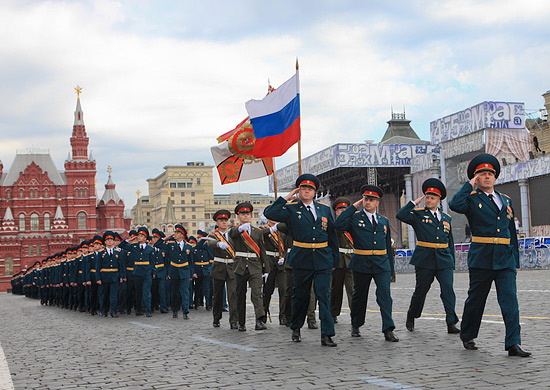
На Красной площади

ВУЗ находится по адресу город Москва, улица Головачёва, дом 2. В городе Ногинск-2 расположен учебный центр — полигон МВОКУ, где курсанты проводят практические занятия по огневой, тактической подготовке и вождению боевых машин.
В МВОКУ также проходят службу по призыву, в батальоне обеспечения учебного процесса (БОУП). БОУП разделён на шесть рот. Одна из них, ремонтная рота, находятся в самом МВОКУ в Москве, пять рот расположены на полигоне МВОКУ в г. Ногинск-2 (1, 2 РУМ, танковая рота, рота обеспечения и полигонная рота). Также на базе училища расположена научная рота Сухопутных войск.

## Награды и знаки отличия
- 3 февраля 1921 года постановлением Президиума ВЦИК 1-е Московские пулемётные курсы за особые заслуги в деле защиты Советской Республики и за образцовую охрану Кремля были реорганизованы в школу, которой было присвоено имя ВЦИК, Приказ Председателя РВСР № 416 от 7 февраля 1921 года, в связи с изменением названия органа на другое, то и менялось именное наименование формирования, окончательное имени Верховного Совета РСФСР, формирование лишено именного наименования в соответствии с приказом Министра обороны РФ № 564. Училище награждено орденами:
- 16 декабря 1938 года — отмечая боевые заслуги в годы Гражданской войны и в ознаменование 20-й годовщины существования училища.
- 7 мая 1965 года — за заслуги в деле подготовки высококвалифицированных офицерских кадров в период Великой Отечественной войны.
- декабрь 1972 г.[9]
- 21 февраля 1978 года — за заслуги в деле подготовки офицерских кадров и в честь 60-летия Советской Армии.
- 15 декабря 2017 года — за огромный вклад командования, профессорско-преподавательского состава и воспитанников училища в строительство Вооружённых Сил и укрепление обороноспособности страны[10].

## Почётный командир
Почётным командиром является В. И. Ленин.

## Начальники училища[11]

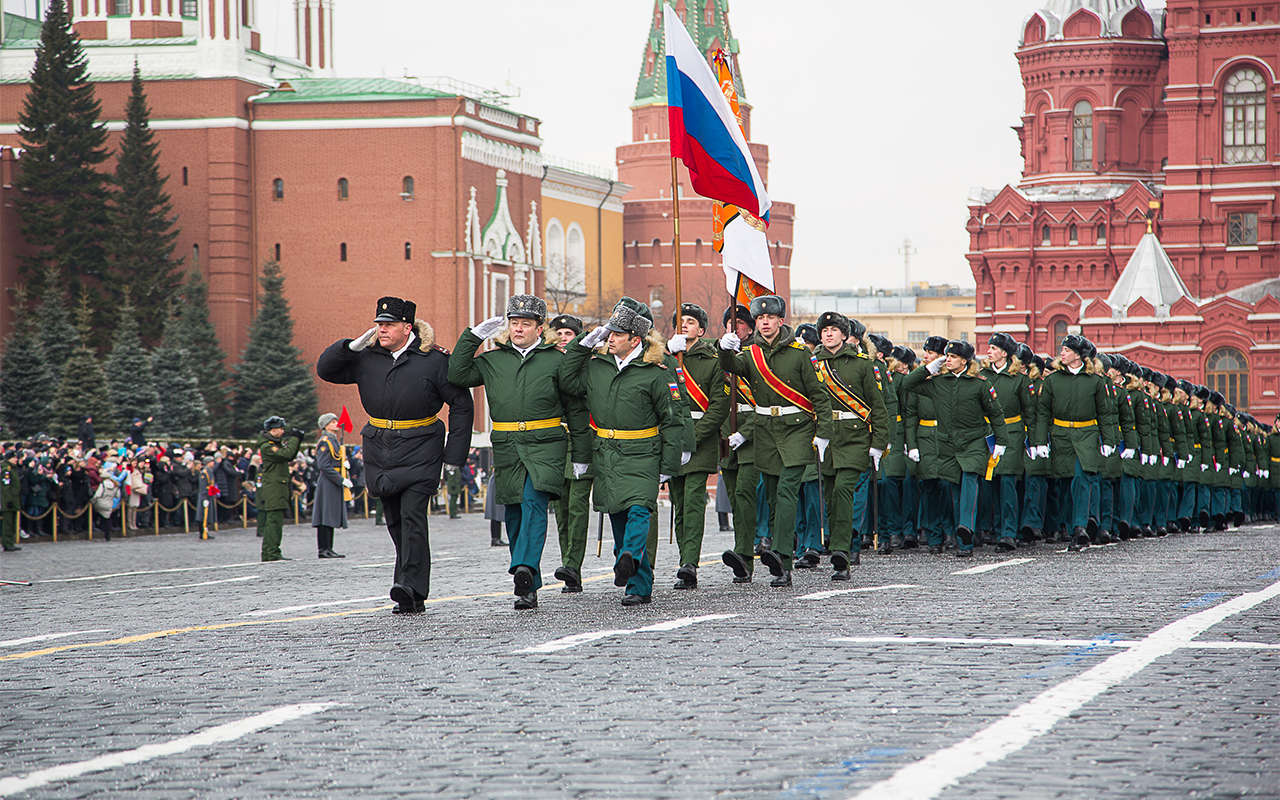
Торжественная церемония выпуска офицеров Московского высшего военного командного училища. 1 апреля 2018 года.

- 8.12.1917 — Орешкин, Григорий Матвеевич, краском
- 01.03.1918 — Никитин, Иван Терентьевич, краском
- 24.7.1918 — Красногорский, краском
- 8.8.1918 — Есипов, краском
- 5.11.1918 — Гентцель, Александр Иванович, краском
- 5.12.1918 — Иванов Ф. Ф., краском
- 13.1.1919 — Александров, Леонид Григорьевич, полковник
- 11.4.1919 — Искржицкий, Станислав Викентьевич, краском
- 20.10.1921 — Лашук, Пётр Михайлович, комбриг запаса
- 15.12.1929 — Горбачёв, Борис Сергеевич, комкор
- Июнь 1932 — Егоров, Николай Георгиевич, комбриг
- 1937—1938 — Романовский, Владимир Захарович, полковник
- Ноябрь 1938 — Мотов, Александр Григорьевич, генерал-майор
- 11.7.1940 — Лебедев, Тимофей Васильевич, генерал-майор
- 14.3.1941 — Калмыков, Константин Гаврилович, генерал-майор
- 8.7.1941 — Младенцев, Семён Иванович, генерал-майор, Герой Советского Союза
- 21.8.1944 — Фесин, Иван Иванович, генерал-майор, дважды Герой Советского Союза
- 11.12.1948 — Гладков, Василий Фёдорович, генерал-майор, Герой Советского Союза
- Ноябрь 1951 — Бурмасов, Василий Афанасьевич, генерал-майор
- 19.10.1953 — Ленёв, Георгий Матвеевич, генерал-майор, Герой Советского Союза
- 16.9.1960 — Волошин, Иван Макарович, генерал-майор
- 12.5.1962 — Неелов, Николай Алексеевич, генерал-лейтенант
- 19.2.1969 — Магонов, Иван Афанасьевич, генерал-лейтенант танковых войск
- 23.5.1984 — Сергеев, Юрий Михайлович, генерал-майор
- 21.2.1986 — Носков, Александр Сергеевич, генерал-лейтенант
- 27.10.1992 — Лобанов, Александр Иванович, генерал-майор
- 15.10.1999 — Епишин, Сергей Петрович, генерал-майор
- 21.10.2006 — Поляков, Виктор Тимофеевич, генерал-лейтенант
- май 2012 — сентябрь 2014 — Напреенков, Михаил Анатольевич, генерал-майор
- сентябрь 2014 — июль 2018 — Новкин, Александр Иванович, генерал-майор
- июль 2018 — август 2019 — Болдырев, Андрей Владимирович, генерал-майор[12]
- сентябрь 2019 — н. в. — Бинюков, Роман Александрович, генерал-майор

См. Категория:Начальники Московского высшего военного командного училища

## Известные выпускники
См. Категория:Выпускники Московского высшего военного командного училища